# Bernhard Thurn
Bernhard Thurn (* 2. Februar 1963 in Saarlouis) ist ein deutscher Jurist. Er ist seit 2016 der Präsident des Pfälzischen Oberlandesgerichtes Zweibrücken.

## Leben
Thurn studierte Rechtswissenschaften und trat 1994 in den Justizdienst des Landes Rheinland-Pfalz ein. Nach Stationen bei den Landgerichten Mainz sowie Koblenz und dem Amtsgericht Altenkirchen folgte im Mai 1996 eine Abordnung an das Landgericht Gera in Thüringen. Er kehrte im November 1999 an das Landgericht Koblenz zurück und wurde dort zum Richter am Landgericht Koblenz ernannt. Im Rahmen einer weiteren Abordnung war er von Juni 2006 bis Februar 2009 im Ministerium der Justiz Rheinland-Pfalz und von März 2009 bis Juni 2010 bei der Vertretung des Landes Rheinland-Pfalz beim Bund und der Europäischen Union in Berlin tätig. Im April 2009 erfolgte die Ernennung zum Richter am Oberlandesgericht Koblenz. 
Anschließend war er ab Juni 2010 zunächst erneut in das Justizministerium abgeordnet und ab Mai 2011 im Amt eines Leitenden Ministerialrates als Personalreferent und zugleich stellvertretender Abteilungsleiter dorthin versetzt. Im November 2011 übernahm er die Leitung der Zentralabteilung des Ministeriums, woran sich im Mai 2012 die Ernennung zum Ministerialdirigenten anschloss.
Am 24. August 2016 wurde Thurn zum Präsidenten des Pfälzischen Oberlandesgerichtes Zweibrücken ernannt. Er trat die Nachfolge von Oberlandesgerichtspräsident Willi Kestel an, welcher bereits am 31. Mai 2016 aus dem Amt ausgeschieden war.
Der Landtag Rheinland-Pfalz wählte Thurn am 11. Dezember 2019 als Nachfolger von Dagmar Wünsch zum ordentlichen berufsrichterlichen Mitglied des Verfassungsgerichtshofes Rheinland-Pfalz. Zum 1. Februar 2020 trat Thurn das Amt an.